# Dino Urbani
Dino Urbani (n. 8 martie 1882, Livorno, Italia – d. 9 mai 1958, Varese, Lombardia, Italia) a fost un scrimer italian, medaliat olimpic. A participat la o ediție a Jocurilor Olimpice (1920) în care a câștigat două medalii de aur.